# Gora Vytjanutaja (Prince Charles Mountains)
Gora Vytjanutaja (englische Transkription von russisch Гора Вытянутая Gora Wytjanutaja, deutsch ‚Verlängerter Berg‘) ist ein Nunatak im ostantarktischen Mac-Robertson-Land. Er ragt unmittelbar südlich des Mount McCauley an der Nordflanke des Fisher-Gletschers in den Prince Charles Mountains auf.
Russische Wissenschaftler benannten ihn.